# 懷特菲爾德鎮區 (伊利諾伊州馬歇爾縣)
懷特菲爾德鎮區（英語：Whitefield Township）是位於美國伊利諾伊州馬歇爾縣的一個行政鎮區。

## 地方資料
根據2010年美國人口普查的數據，懷特菲爾德鎮區的面積為95.20平方千米，當中陸地面積為95.20平方千米，而水域面積為0.00平方千米。當地共有人口287人，而人口密度為每平方千米3.01人。